# Semjon Davidovič Pančulidzev
Semjon Davidovič Pančulidzev (rusko Семён Давыдович Панчулидзев), ruski general, * 1767, † 1817.
Bil je eden izmed pomembnejših generalov, ki so se borili med Napoleonovo invazijo na Rusijo; posledično je bil njegov portret dodan v Vojaško galerijo Zimskega dvorca.

## Življenje
Leta 1771 je vstopil kot kadet vstopil v vojaško šolo poljskega plemstva; 14. februarja 1785 je bil kot poročnik premeščen v Černigovski pehotni polk. Leta 1791 se je udeležil bojev proti Turkom, leta 1794 bojev proti Poljakom in leta 1799 italijansko-švicarske kampanje. 
9. januarja 1803 je postal poveljnik Pavlogradskega huzarskega polka, s katerim se je udeležil vojne tretje koalicije. 23. julija 1806 je bil imenovan za poveljnika Ingermanlandskga dragonskega polka, s katerim se je bojeval proti Francozom v letih 1806-07. 12. decembra 1807 je bil povišan v generalmajorja.
Med patriotsko vojno je bil sprva poveljnik 7. brigade 2. konjeniške divizije.
1. junija 1815 se je zaradi bolezni upokojil.